# Église Saint-Joseph de Stone City
L'église Saint-Joseph (St. Joseph's Roman Catholic Church) est une église catholique de l'archidiocèse de Dubuque à Stone City (Iowa) aux États-Unis. Dédiée à saint Joseph, elle n'est plus une église paroissiale, mais sert encore à quelques cérémonies (mariages, funérailles, etc.)

## Histoire

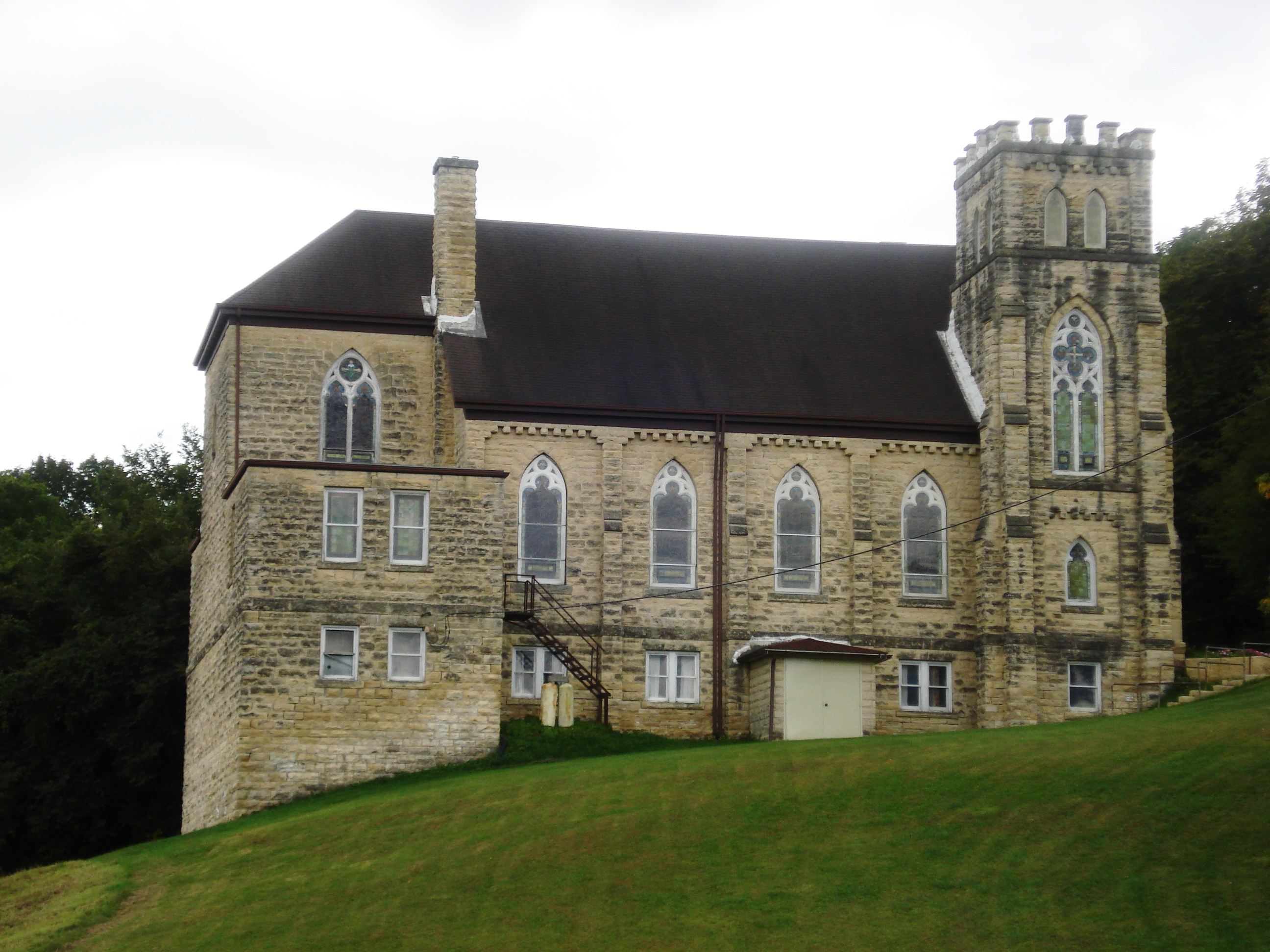
Vue de côté

Le village de Stone City est d'abord desservi par des prêtres venus de Cedar Rapids et Anamosa. La messe est célébrée dans des maisons privées jusqu'en 1881, lorsque la permission est donnée de la célébrer dans une grande salle de réunion de Stone City. La paroisse, surtout formée d'immigrés allemands, est fondée en 1901 et la pierre d'angle de l'église est bénie en 1913. Les travaux sont terminés dans l'année. L'église néo-gothique, de style anglo-normand, est conçue selon les plans d'un architecte de Dubuque du nom de Guido Beck. Les vitraux sont importés d'Allemagne. Elle est bâtie en pierre calcaire des carrières du village. La partie inférieure de l'édifice abrite la salle paroissiale. L'arrière de l'église peut être vu sur le côté gauche du tableau de Grant Wood, Stone City, Iowa (1930), exposé au Joslyn Art Museum. La paroisse décline à la fin des années 1920 lorsque les carrières voient leur activité en baisse, puis est en croissance dans les années 1950, jusque dans les années 1970 lorsque la crise de la pratique religieuse et le déclin économique de la région obligent l'archidiocèse à fermer la paroisse en 1992. L'église n'est plus qu'un lieu de prières aujourd'hui avec des cérémonies épisodiques.
L'église est inscrite au registre national des lieux historiques en 2005. De même, elle est incluse comme contributing property (en) au district historique de Stone City en 2008, ce qui lui évite la démolition.